# Noord-Kaukasuscultuur
De Noord-Kaukasuscultuur (Russisch: Северокавказская культура, ook: Кубано-терская культура, Koeban-Terekcultuur) is een archeologische cultuur van de bronstijd, die bestond van het einde van de 3e tot het vroege 2e millennium v.Chr. Ze maakte deel uit van de grotere Circumpontische metallurgische provincie.
In het noorden grensde ze aan de archeologische culturen van de Zuid-Russische steppen, in het bijzonder de Catacombencultuur en de Sroebnacultuur. In het zuidwesten grensde ze aan de Dolmencultuur van de westelijke Kaukasus, in het oosten aan de Gnitsjincultuur van Dagestan. De zuidelijke grens werd gevormd door de bergkam van de Grote Kaukasus.
De cultuur is voornamelijk bekend van haar graven, de nederzettingen werden weinig bestudeerd. De begrafenisrite omvatte de schepping van een grafkamer aan de onderkant van een verticale schacht, het lichaam lag het meest in uitgestrekte rugligging, met een kom met voedsel tussen de benen geplaatst. De bevolking van de Noord-Kaukasuscultuur was sedentair, gebruikte tin-brons en vele nieuwe metaalbewerktechnologieën. De pottenbakkersschijf was niet bekend.